# Wessobrunn

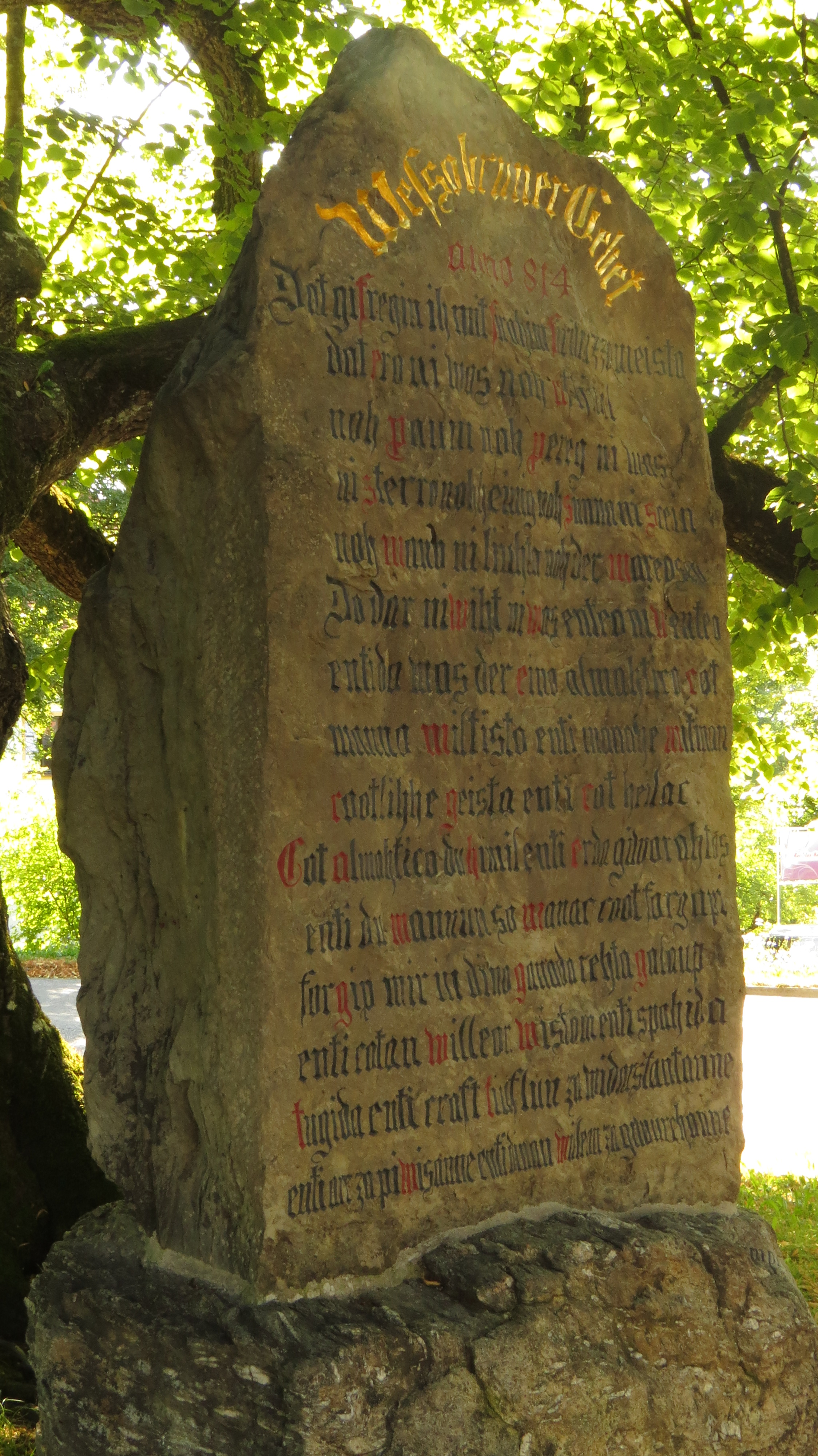
Wessobrunner Gebet

Wessobrunn ist eine Gemeinde und ein Dorf im oberbayerischen Landkreis Weilheim-Schongau.
Der Ort ist überregional bekannt durch das Kloster Wessobrunn und das Wessobrunner Gebet, das um 814 in althochdeutscher Sprache niedergeschrieben wurde und sich im Besitz des Klosters Wessobrunn befand sowie durch die Wessobrunner Schule, zu der die bedeutendsten Stuckatoren des süddeutschen Barocks gezählt werden.

## Geographie
Wessobrunn liegt auf einer Höhe von 701 Meter ü. d. M. südwestlich des Ammersees, nordwestlich von Weilheim und südöstlich von Landsberg am Lech. Das Gemeindegebiet zieht sich vom Forst Bayerdießen zum Fuß des Hohen Peißenberg. Von den 5110 ha Gemeindefläche sind 3035 ha landwirtschaftliche Nutzfläche, 1786 ha Waldfläche und 104 ha Wasserfläche.

### Gemeindegliederung
Es gibt 49 Gemeindeteile (in Klammern ist der Siedlungstyp angegeben):
- Altkreut (Einöde)
- Anger (Weiler)
- Bayerstadl (Einöde)
- Bichl (Weiler)
- Blaik (Weiler)
- Burgstall (Weiler)
- Eck (Einöde)
- Edenhof (Weiler)
- Feistenau (Weiler)
- Feuchten (Weiler)
- Forst
- Geiger (Einöde)
- Gmain (Weiler)
- Grabhof (Weiler)
- Guggenberg (Weiler)
- Hagenlehen (Weiler)
- Haid (Dorf)
- Hof (Einöde)
- Holzlehen (Weiler)
- Hub (Einöde)
- Kaltenbrunn (Einöde)
- Kreuzberg (Einöde)
- Kronholz (Einöde)
- Leithen (Einöde)
- Mandlhof (Weiler)
- Metzengasse (Weiler)[5]
- Moos (Weiler)
- Moosmühle (Einöde)
- Oberforst
- Paterzell (Dorf)
- Pentscher (Einöde)
- Puitl (Weiler)
- Pürschlehen (Einöde)
- Reiserlehen (Einöde)
- Rohrmoos (Weiler)
- Schellschwang (Weiler)
- Schlittbach (Einöde)
- Schlitten (Dorf)
- Schönwag (Weiler)
- Schwabhof (Einöde)
- Schwelken (Einöde)
- Schwiegle (Weiler)
- Seehäusl (Weiler)
- Stillerhof (Einöde)
- Streberg (Einöde)
- Unterforst
- Wessobrunn (Pfarrdorf)
- Wolfhof (Weiler)
- Zellsee (Dorf)

Forst entstand 2010 aus Templhof, Sankt Leonhard im Forst, Rechthal und Linden. Die Einöde Forst wurde aufgeteilt auf Oberforst und Unterforst.

## Geschichte

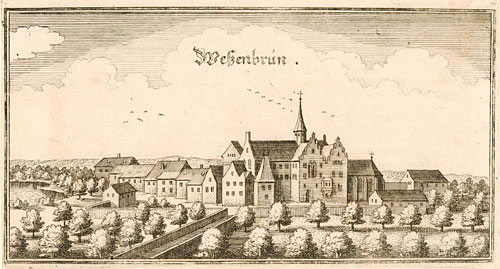
Wessobrunn, Stich von 1640

### Kloster Wessobrunn
Die Keimzelle des heutigen Ortes ist das Kloster Wessobrunn.

### Klosterdorf Gaispoint
Den Namen Wessobrunn trug früher nur das Kloster. Das heute gleichnamige Dorf nannte man hingegen Gaispoint oder Geispoint, 1483 erwähnt als Gayspewnd. 1128 weihte man in Wessobrunn die erste Pfarrkirche. Demnach muss Gaispoint spätestens seit 1100 bestanden haben. Der Name Gaispoint war wie Wessobrunn ursprünglich ein Flurname. Er leitet sich von mittelhochdeutsch geiz für ‚Ziege‘ und biunde für ‚Gehege‘ her und bezeichnet einen eingezäunten Weideplatz für Ziegen. 1853 erhielten die Orte Gaispoint und Haid die amtliche Erlaubnis, den Namen Wessobrunn zu tragen.

### Eingemeindungen
Im Zuge der Gebietsreform in Bayern wurden am 1. Mai 1978 die Gemeinde Forst und größere Gebietsteile der aufgelösten Gemeinde Haid eingegliedert.

### Einwohnerentwicklung
Zwischen 1988 und 2018 wuchs die Gemeinde von 1764 auf 2247 um 483 Einwohner bzw. um 27,4 %.
| Jahr      | 1840 | 1871 | 1900 | 1925 | 1939 | 1950 | 1961 | 1970 | 1987 | 1991 | 1995 | 2000 | 2005 | 2010 | 2015 |
| Einwohner | 1358 | 1462 | 1519 | 1641 | 1526 | 2317 | 1715 | 1693 | 1761 | 1862 | 1968 | 1988 | 2065 | 2121 | 2191 |

## Politik

### Gemeinderat
Nach der Kommunalwahl 2020 setzt sich der Gemeinderat wie folgt zusammen (mit Vergleichszahlen voriger Wahlen):

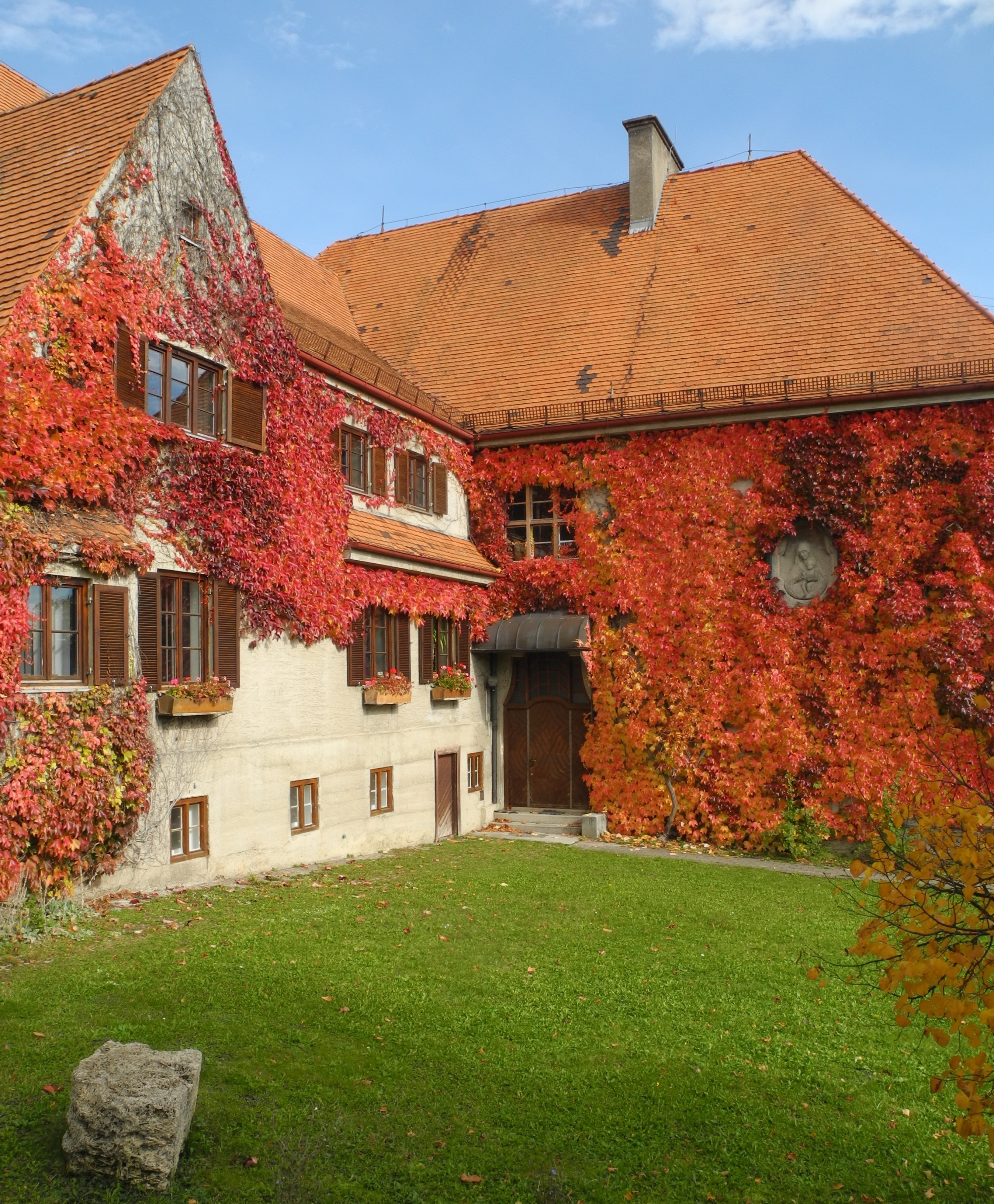
Rathaus

| Partei / Liste                | Wahl 2020 |       | Wahl 2014 | Wahl 2008 |
| Partei / Liste                | Sitze     | Sitze | Sitze     |           |
| Gemeinsam-Gestalten           | 6         | –     | –         |           |
| Liste Wessobrunn              | –         | 4     | 5         |           |
| Die Liste für Alle            | 5         | 4     | 4         |           |
| Freie Wählervereinigung Forst | 2         | 4     | 3         |           |
| Wählergemeinschaft Haid       | 1         | 2     | 2         |           |
| Sitze gesamt                  | 14        | 14    | 14        |           |

### Bürgermeister
Erster Bürgermeister ist seit Mai 2020 Georg Guggemos (Wählergruppe Gemeinsam-Gestalten). Dessen Vorgänger war ab 2008 Helmut Dinter (Die Liste für Alle).

### Wappen
|  | Blasonierung: „In Rot ein silbernes korinthisches Kapitell mit gespitztem Säulenstumpf in perspektivischer Ansicht über einem Paar schräggekreuzter silberner Schlüssel.“ |
|  | |

## Sport
Im Gemeindeteil Forst gibt es seit 1981 einen Eishockeyverein, den SC Forst (Nature Boyz). Mit Ausnahme von zwei Jahren in der Natureis-Bayernliga und einem Jahr Eishockey-Bezirksliga Bayern spielen sie seit Beginn an in der Eishockey-Landesliga Bayern. Der größte Erfolg des SC war im Jahr 2000, als sie die Meisterschaft der Landesliga Süd gewannen. Ihre Heimspiele tragen die Nature Boyz im Eisstadion Peißenberg aus.

## Sehenswürdigkeiten

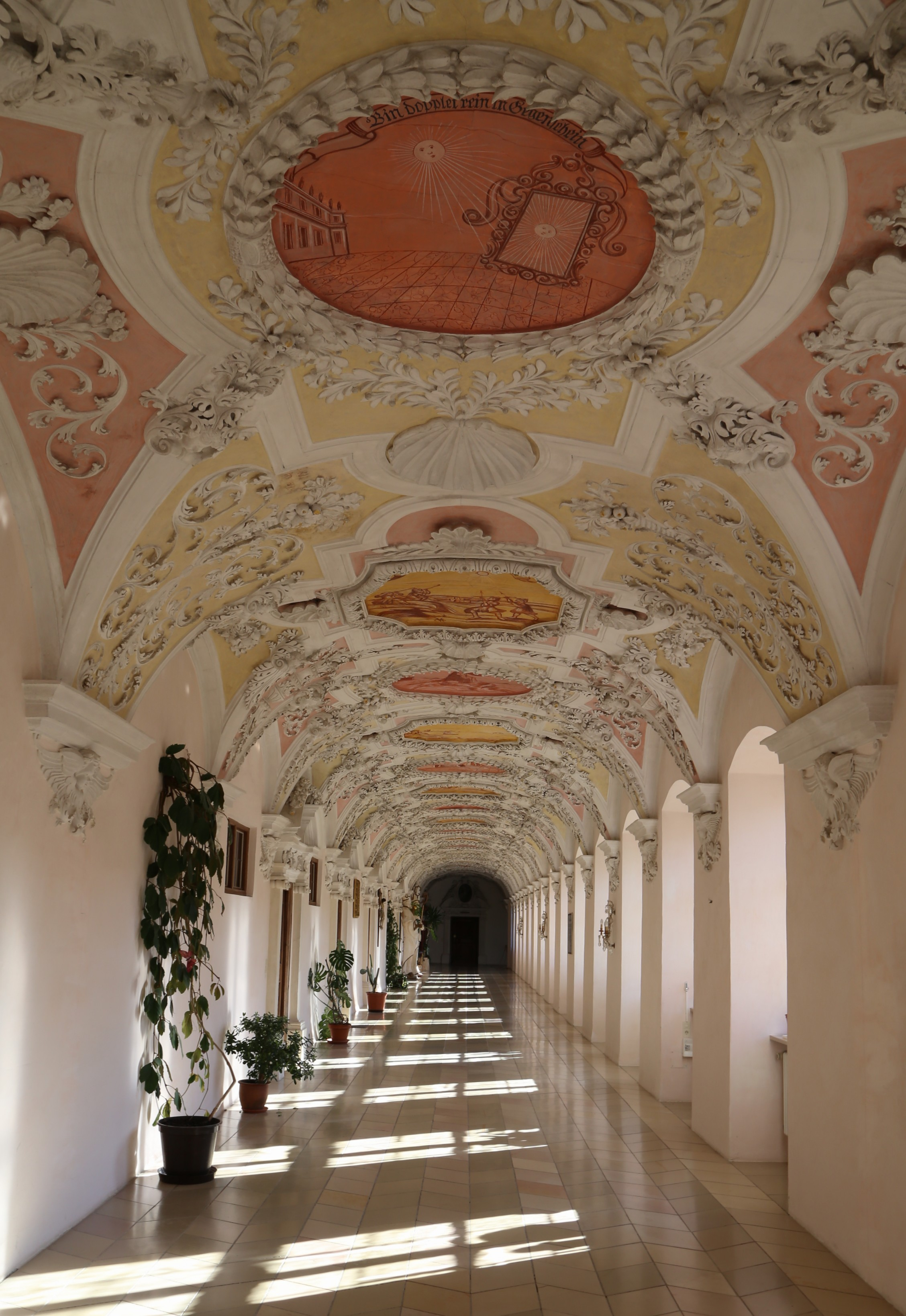
Prachtvoller Stuck im Prälatentrakt des Klosters

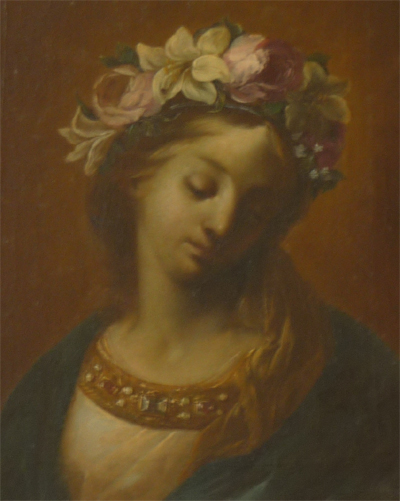
Mutter der schönen Liebe. Wessobrunner Gnadenbild

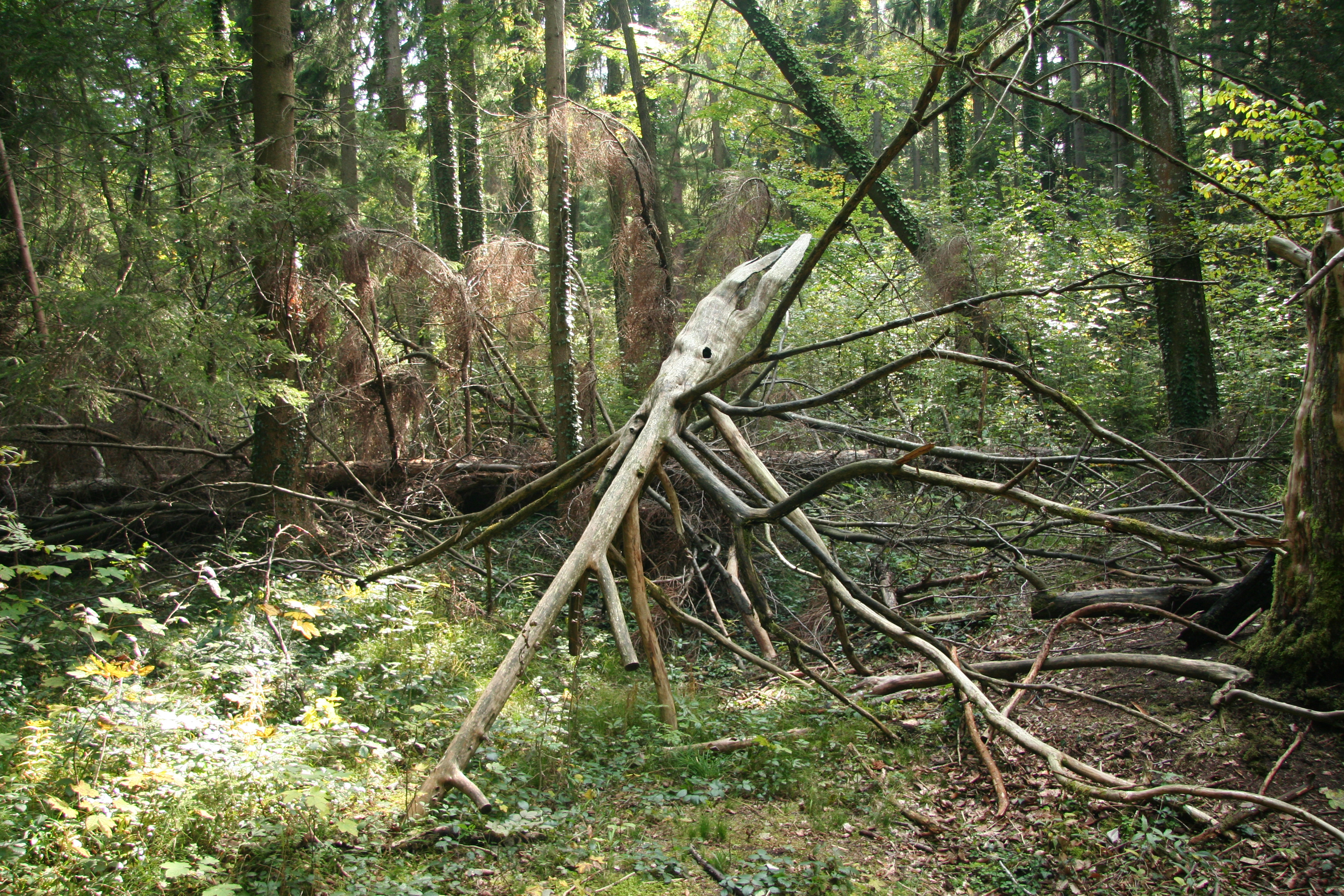
Naturschutzgebiet Paterzeller Eibenwald

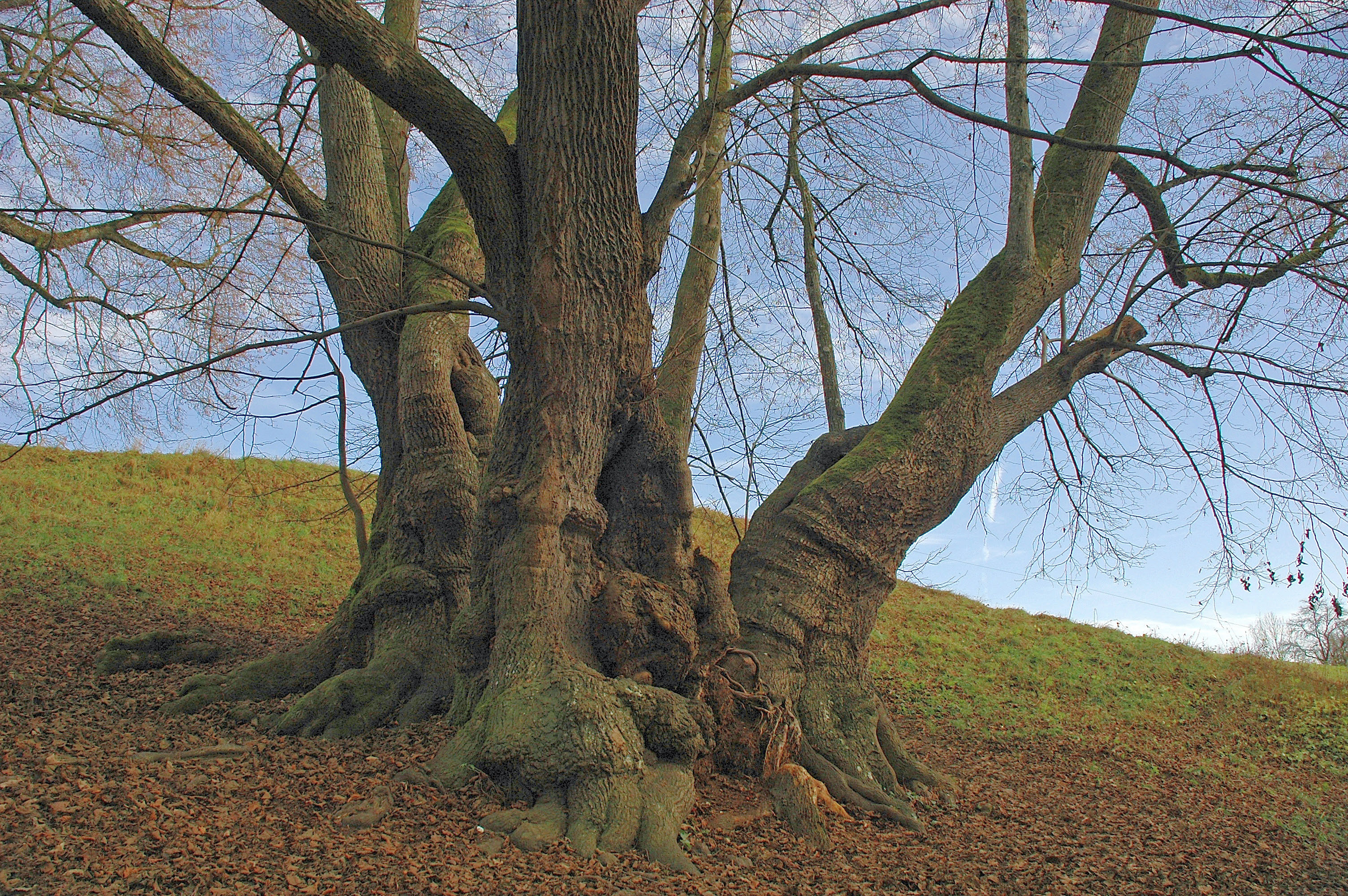
Tassilolinde in Wessobrunn im Herbst

Wessobrunn ist überregional bekannt durch das Wessobrunner Gebet, das älteste deutsche Sprachdenkmal mit christlichem Inhalt, das nach seinem Fundort benannt wurde und heute in der Bayerischen Staatsbibliothek in München aufbewahrt wird. Es gehört zu einem lateinischen Kodex, der um 814 vermutlich im Bistum Augsburg (aber nicht in Wessobrunn) angefertigt wurde. Der Text wurde im 19. Jahrhundert in einen Stein gemeißelt, der als Denkmal auf dem Lindenplatz vor der Klosterzufahrt steht.
Die Gesamtanlage des Klosters Wessobrunn des 17./18. Jahrhunderts lässt sich in Bayern lediglich mit den Klöstern in Tegernsee und Ettal vergleichen. Erhalten ist noch etwa ein Drittel, darunter drei Klostertrakte. Weltberühmt sind im Fürsten- und Prälatentrakt Gang, Treppenhaus und Tassilosaal wegen des prachtvollen Stucks von Johann Schmuzer aus der Wessobrunner Stuckatorenschule. Zum Kloster gehörte früher auch ein Theatersaal, dessen hölzerne Decke im nahen Gasthof zur Post besichtigt werden kann.
Von der romanischen Klosterkirche St. Peter steht heute nur noch der Glockenturm aus Tuffstein (um 1260), der grauer Herzog oder Römerturm genannt wird. Am Standort des ehemaligen Hochaltars erhebt sich eine Gedenkstele. Die Kirchenfundamente wurden Ende des 19. Jahrhunderts von Johann Nepomuk Sepp freigelegt, der dabei spätromanische Steinplastiken entdeckte. Einige Teile davon sind im Glockenturm ausgestellt, die meisten befinden sich im Bayerischen Nationalmuseum in München, zusammen mit der Wessobrunner Mutter der heiligen Hoffnung. Sie gehört zu den drei ältesten erhaltenen marianischen Gnadenbildern Bayerns und stammt aus der Zeit von 1250. Eine Kopie davon steht in der 2009 im Wessobrunner Klostergarten errichteten Mariengrotte.
Die Pfarrkirche St. Johannes Baptist wurde 1757 im Barockstil erbaut. Neben Stuckaturen von Thassilo Zöpf sind Fresken von Johann Baptist Baader mit Szenen aus dem Leben Johannes des Täufers zu sehen. Die Figuren am Hochaltar stammen von Franz Xaver Schmädl und werden zu seinen besten Leistungen gezählt. Den linken Seitenaltar schmückt das Gnadenbild Maria – Mutter der Schönen Liebe, das um 1700 nach Wessobrunn gelangte. Es ist kunsthistorisch ohne Bedeutung, wird aber von einer eigenen Bruderschaft verehrt, die um 1750 rund 600.000 Mitglieder umfasste; heute sind es bedeutend weniger. Maler war der Benediktiner Innozenz Metz. In der Kirche hängt des Weiteren ein bedeutender romanischer Holzkruzifixus aus der Zeit um 1250, der im 18. und 19. Jahrhundert im Volk als Kümmernis-Bild verehrt wurde.
Ein weiterer Überrest der Klosteranlage ist das Brunnenhaus aus dem 17. Jahrhundert mit dem Wasser der drei Wessobrunner Quellen.
An der Klostermauer steht die berühmte Tassilolinde. Sie ist ein Naturdenkmal und soll etwa 1000 Jahre alt sein. Nach neuzeitlicher Ausschmückung der Klostergründungslegende hatte Herzog Tassilo unter ihr seinen weisenden Traum.
Auf dem Kreuzberg oberhalb von Wessobrunn errichtete man zum Gedenken an die Märtyrer des Jahres 955 ein Kreuz, später an selber Stelle die Kreuzbergkapelle. Der alte Holzbau wurde 1595 durch einen Steinbau ersetzt und 1771 modernisiert mit Fresken von Matthäus Günther und Stuckaturen von Thassilo Zöpf. Die Kapelle umschließt den Hunnenstein, einen Findling, an dem die Mönche hingerichtet worden sein sollen.
Paterzell ist bekannt durch seinen ehemaligen Kalktuffsteinbruch, die Ulrichsquelle (Augenheilquelle) und vor allem durch den größten zusammenhängenden Eibenbestand Deutschlands, den Paterzeller Eibenwald.
Auf dem Schlossberg nördlich von Haid liegt der Burgstall Greut. Von der ehemaligen Burg sind keine Reste mehr erhalten, sie ist aber urkundlich ab dem 15. Jahrhundert bezeugt. Nach einer lokalen Tradition soll sie die Burg des legendären Quellenfinders Wesso gewesen sein.
Ein Ereignis, das jedes Jahr zahlreiche Besucher nach Forst lockt, ist der Leonhardiritt, der Ross und Reiter einmal durch das Dorf und dreimal um die Dorfkirche führt, die dem Heiligen Sankt Leonhard geweiht ist. Organisiert wird der Anlass von den Mitgliedern des 1961 gegründeten Forster Leonhardivereins.

## Persönlichkeiten
- Thiento von Wessobrunn († 955 in Wessobrunn), seliger Abt und Märtyrer
- Diemut von Wessobrunn (um 1060–um 1130), selige Inklusa und Buchmalerin von etwa 45 Codices
- Walto von Wessobrunn (um 1090–1156 oder 1157), seliger Abt
- Johann Schmuzer (1642–1701), Stuckateur und Begründer der Wessobrunner Schule
- Franz Joseph Feuchtmayer (1660–1718), Bildhauer und Stuckateur
- Johann Jakob Vogel (1661–1727), Stuckateur
- Johann Georg Schmutzer (1665–1747), Steinmetzmeister und Bildhauer in der Eggenburger Bruderschaft
- Johann Michael Feuchtmayer der Ältere (1666–1713), Maler und Kupferstecher
- Franz Schmuzer (1676–1741), Stuckateur der Wessobrunner Schule
- Joseph Schmuzer (1683–1752), Baumeister des Rokoko
- Johann Baptist Zimmermann (1680–1758), Maler und Stuckateur
- Dominikus Zimmermann (1685–1766), Stuckateur und Baumeister
- Franz Xaver Feuchtmayer der Ältere (1698–1763), Stuckateur
- Anton Gigl (1700–1769), Stuckateur
- Johann Georg Üblhör (1703–1763), Stuckateur und Bildhauer
- Johann Michael Feuchtmayer der Jüngere (1709–1772), Bildhauer und Stuckateur
- Johann Georg Gigl (1710–1765), Stuckateur
- Anton Landes (1712–1764), Stuckateur
- Franz Anton Vogel (1720–1777), Stuckateur
- Johann Kaspar Gigl (1737–1784), Stuckateur, Bildhauer, Altarbauer und Maurer
- Luise Rinser (1911–2002), Schriftstellerin. Verbrachte Teile ihrer Kindheit in Wessobrunn und ist dort begraben. Die Erzählung Die gläsernen Ringe greift auf Kindheitserlebnisse in Wessobrunn zurück.